# Spanky and Our Gang
 (septembre 2022).
Si vous disposez d'ouvrages ou d'articles de référence ou si vous connaissez des sites web de qualité traitant du thème abordé ici, merci de compléter l'article en donnant les références utiles à sa vérifiabilité et en les liant à la section « Notes et références ».
Spanky and Our Gang est un groupe de folk rock et plus particulièrement de sunshine pop. Conformément à ce genre où les compositions sont enjouées, rythmées reposant sur des harmonies vocales en close harmony[source secondaire nécessaire].
Le groupe était composé de Geoffrey Meyers, John Seiter, Kenny Hodges, Lefty Baker, Malcolm Hale, Nigel Pickering, Oz Bach, Spanky McFarlane[réf. nécessaire].

## Discographie
| Titre de l'album                                | Année de sortie | Label   |
| Spanky and Our Gang                             | 1967            | Mercury |
| Like to Get to Know You                         | 1968            | Mercury |
| Anything You Choose B/W Without Rhyme or Reason | 1969            | Mercury |
| Live                                            | 1970            | Mercury |
| Change                                          | 1975            | Epic    |

## Liens
- (en) Site officiel
- Ressources relatives à la musique :   - Billboard
  - Discogs
  - MusicBrainz
  - Muziekweb
  - Rate Your Music
  - Songkick
- Notices d'autorité :   - VIAF
  - ISNI
  - BnF (données)
  - LCCN
  - WorldCat